# لين أودونيل
لين أودونيل (بالإنجليزية: Lynn O'Donnell)‏ هي سيدة أعمال ومنتجة أفلام أمريكية، ولدت في 25 مارس 1953، وتوفيت في 17 أبريل 1996.

## وصلات خارجية
- لين أودونيل على موقع IMDb (الإنجليزية)
- لين أودونيل على موقع قاعدة بيانات الفيلم (الإنجليزية)